# أبرشية (مسيحية شرقية)

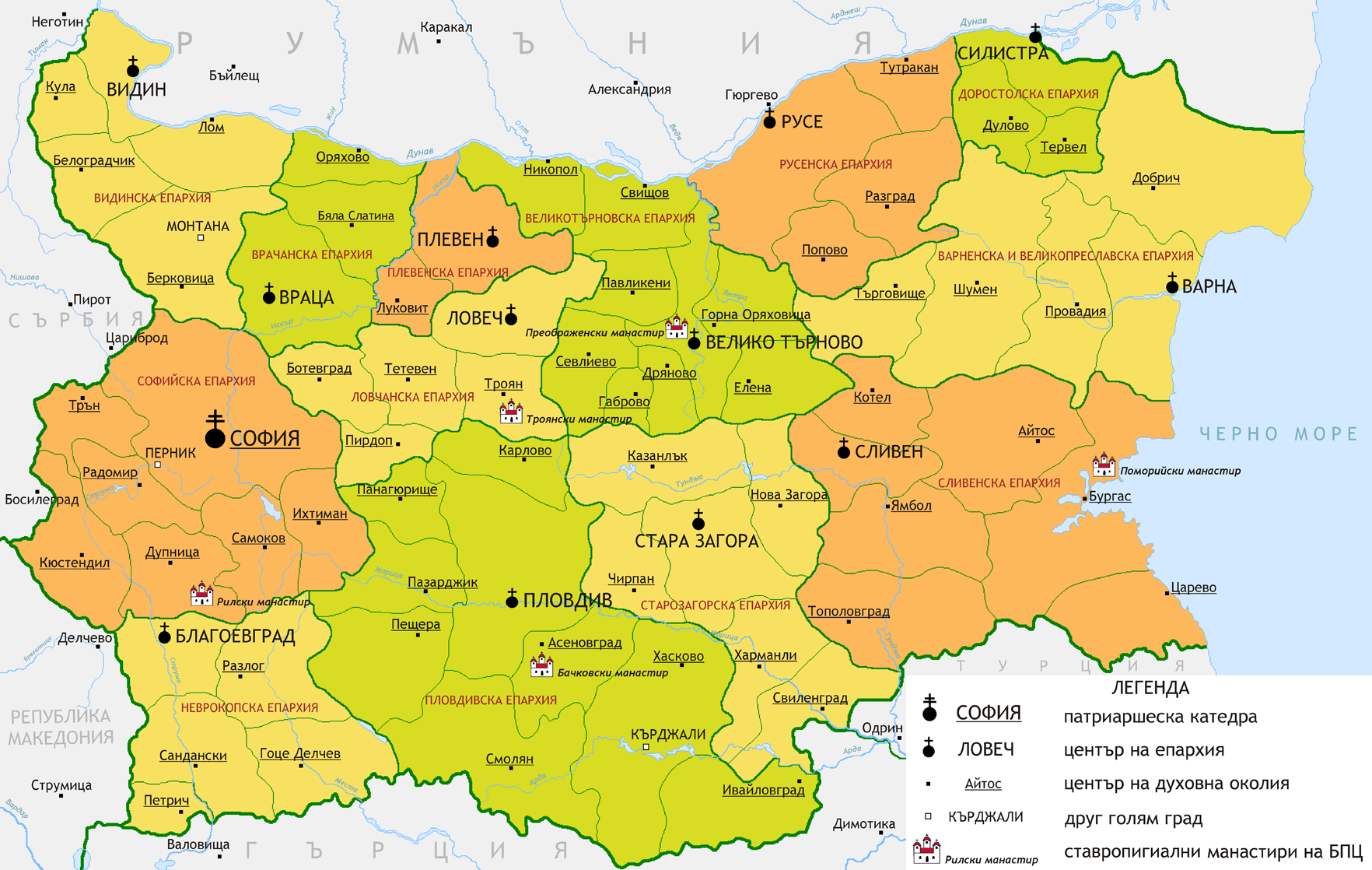

الأبرشية (في الكنائس الأرثوذكسية الشرقية) (بالإنجليزية: Eparchy)‏ (باليونانية: ἐπαρχία)‏ أي: "الإقليم أو الريف"؛ في المسيحية الشرقية هي وحدة قطاعية كنسية مسؤول عنها المطران أو الأسقف . وهي وحدة رئيسية من الحكم الكنسي.